# Galeruca sicana
Galeruca sicana là một loài bọ cánh cứng trong họ Chrysomelidae. Loài này được Reiche miêu tả khoa học năm 1860.